# Battaglia di Gaza (312 a.C.)
La battaglia di Gaza fu una battaglia della terza guerra dei Diadochi fra Tolomeo I, satrapo d'Egitto, e Demetrio (figlio di Antigono I Monoftalmo).
Tolomeo avviò l'invasione della Siria. Con 18 000 soldati e 4 000 cavalieri giunse a Gaza ai primi del 312 a.C.
Demetrio decise di accettare lo scontro, ma fu mandato in rotta. Perse 500 uomini e inoltre ebbe 8 000 altri soldati presi prigionieri, perdendo tutti i propri elefanti. Si ritirò allora su Tripoli, in Fenicia.
Demetrio
- ala sinistra: 2 900 cavalieri, 1 500 soldati armati alla leggera e 30 elefanti da guerra al comando dello stesso Demetrio
- centro: 11 000 fanti componenti le falangi macedoni e 13 elefanti
- ala destra: 1 500 cavalieri

Tolomeo
- ala sinistra: 3 000 cavalieri
- centro: 18 000 uomini delle falangi
- ala destra: 1 000 cavalieri